# استان آنجل ساندوال
استان آنجل ساندوال (انگلیسی: Ángel Sandoval Province) یکی از استان‌های بولیوی در بولیوی است که در شهرستان سانتا کروز واقع شده‌است.